# Peter Lynch
Peter Lynch (nacido el 19 de enero de 1944) es un empresario e inversor estadounidense. Como gestor del fondo Magellan en Fidelity Investments consiguió una rentabilidad anual media del 29,2 % entre 1977 y 1990, más que duplicando al S&P 500 y convirtiéndolo en el fondo más rentable del mundo. Durante este tiempo sus activos bajo gestión pasaron de 18 millones de dólares a 14 000 millones. También ha sido coautor de varios libros y trabajos sobre inversión y ha popularizado ideas y términos sobre estrategias de inversión modernas como «invierte en lo que sabes» o «ten bagger». Lynch ha sido descrito como «leyenda» debido a sus resultados por los medios de comunicación financieros y por Jason Zweig en 2003 en la reedición del libro El inversor inteligente, de Benjamin Graham.

## Filosofía de inversión
Su principio de inversión más conocido es «invierte en lo que conoces», popularizando el concepto de «conocimiento local». Puesto que la mayor parte de la gente tiende a especializarse en áreas concretas, aplicar esta idea básica ayuda a los inversores a encontrar buenas acciones infravaloradas.
Lynch utiliza este principio como el punto de partida para la inversión. También ha dicho a menudo que un inversor individual tiene más posibilidades de ganar dinero que un gestor de fondos, porque es capaz de encontrar buenas oportunidades de inversión en su vida cotidiana. A través de sus dos libros introductorios describe muchas de las inversiones que encontró cuando no estaba en la oficina, sino con su familia, en el coche o en el supermercado, y cree que el inversor particular también puede hacerlo.
También ha criticado el market timing (el intento de predicción de las cotizaciones futuras), diciendo: «se ha perdido mucho más dinero intentando anticiparse a una corrección del mercado que en la propia corrección».
Es popularmente conocido por acuñar el término ten bagger en el contexto financiero. Esto hace referencia a una inversión cuyo valor es diez veces superior al precio de compra y proviene del béisbol, donde bags son las bases por las que pasan los jugadores y son un indicador del éxito de una jugada.
En su libro Un paso por delante de Wall Street, Peter Lynch nos muestra su estrategia de inversión, con la que se convirtió en uno de los gestores de fondos de inversión más famosos del mundo. Algunas de las ideas que él resalta son invertir en empresas que tengan poca deuda, cuyos beneficios estén creciendo, y cuya acción tenga un precio por debajo de su valor fundamental.

## Libros
- One Up on Wall Street (ISBN 978-0743200400). Coautor con John Rothchild.
- Beating the Street (ISBN 978-0671891633). Coautor con John Rothchild.
- Learn to Earn (ISBN 978-0684811635). Coautor con John Rothchild.